# Rocquancourt

Rocquancourt este o comună în departamentul Calvados, Franța. În 1 ianuarie 2018 avea o populație de 976 de locuitori.